# Justerverk
Ett justerverk är en anläggning i ett sågverk för justering av virke, vilket innebär att virket efter sortering kapas i exakta längder.